# Pop-up retail

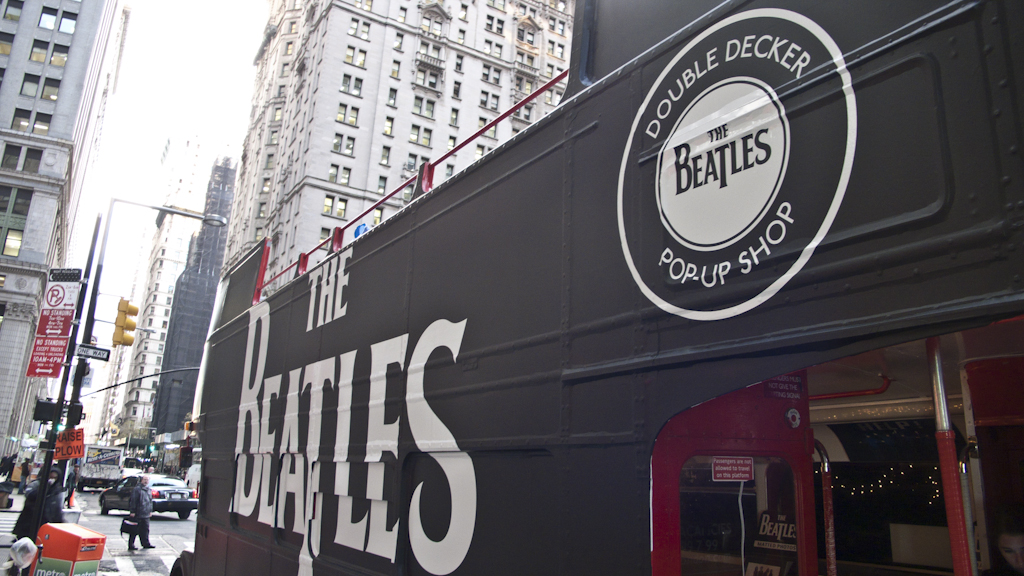
The Beatles Double Decker Pop Up Shop en NYC

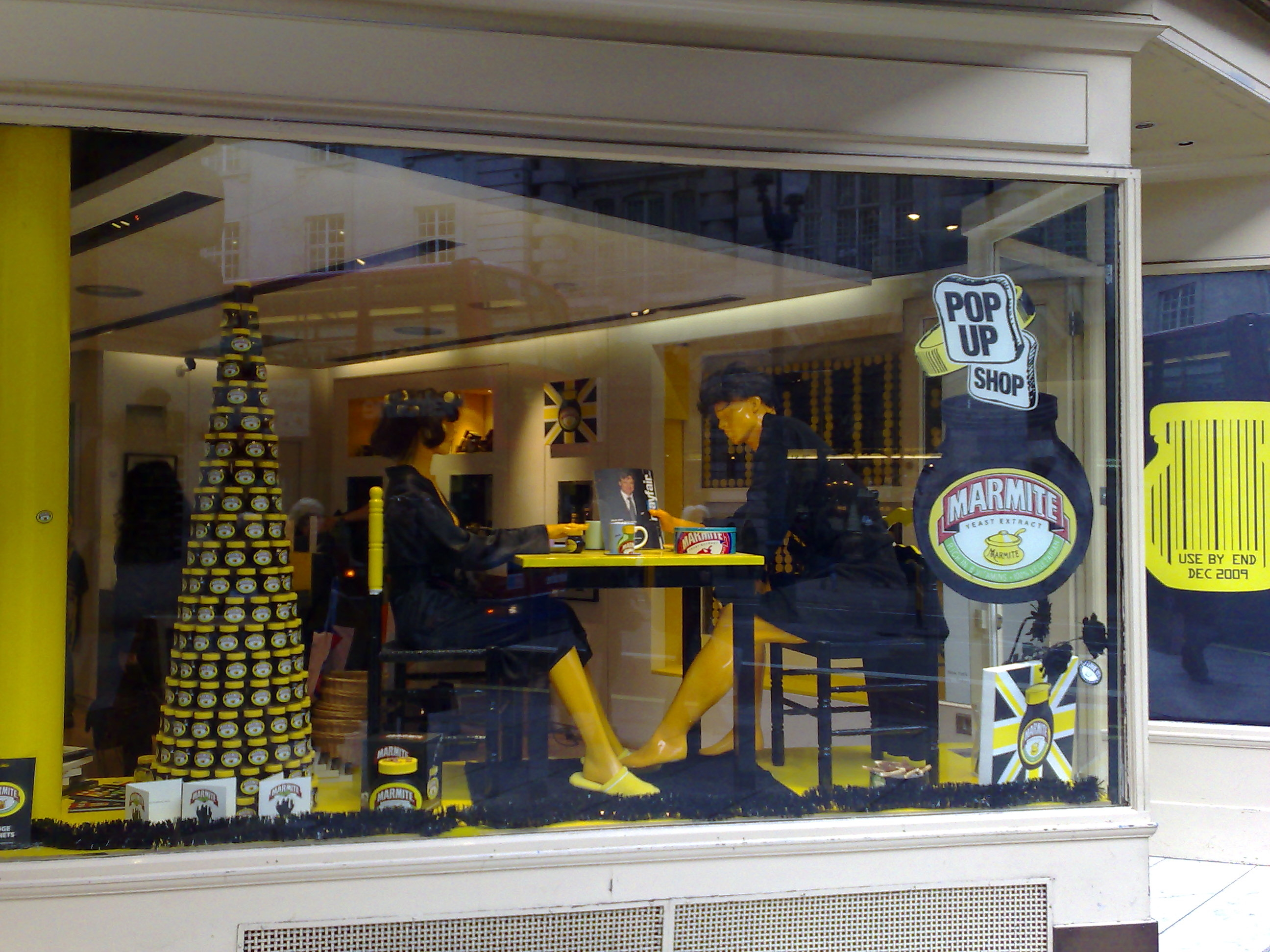
Marmite Pop Up Shop en Londres

Las tiendas pop-up o tiendas fugaces, también conocidas como pop-up retail, temporary store, comercialización flash o tiendas superefímeras, son la expresión de una tendencia del sector minorista hacia la apertura de espacios de ventas de corta duración. Las tiendas pop-up se comienzan a difundir a principios del siglo XXI, sobre todo en Canadá, Estados Unidos, Reino Unido y Australia. 

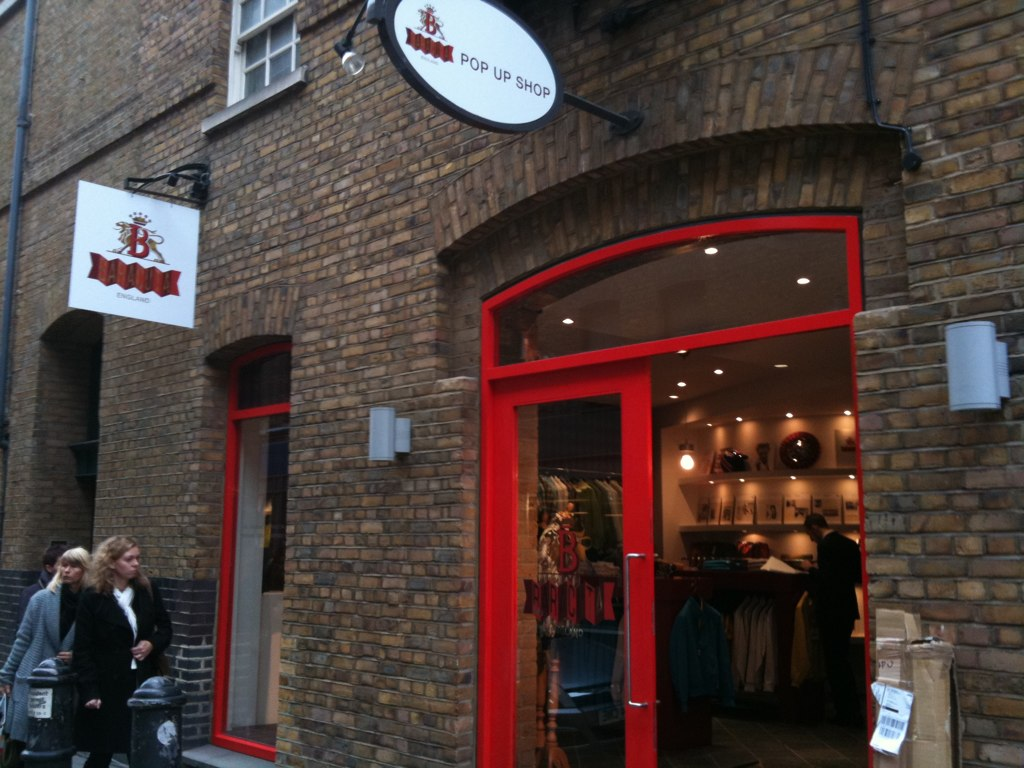
Tienda pop-up Baracuta en Londres

## Historia
La compañía Vacant de Los Ángeles, California, fue la primera empresa en desarrollar el concepto de Pop Up Shops o Temporary Stores, las tiendas temporales. En 1999, el personal de la empresa se preguntó sobre las colas que los consumidores hacían para comprar productos de edición limitada en las tiendas de minoristas especializados. Una vez que los productos se agotaban, por lo general en cuestión de pocas horas, las tiendas se quedaban cerradas hasta que el propietario recibiera más productos para poder volver a abrir la tienda. Esto llevó a Vacant a pensar en el cierre permanente de la tienda después de vender toda la mercancía, para luego moverse a otro destino objetivo, hacia donde los consumidores estaban viajando para comprar los artículos exclusivos. Vacant sigue ofreciendo servicio de pop up retailing y brand marketing y abrió su segunda tienda en Nueva York en febrero de 2003, con Dr. Martens como patrocinador.
Song Airlines abrió una Pop Up Shop en la ciudad de Nueva York a finales de 2003. Comme des Garçons abrió, durante un año, una Pop Up Shop en 2004 con la etiqueta de 'Guerrilla Shop'. Desde entonces el fenómeno se ha extendido en todo el mundo, resultando ser también una buena solución contra de la crisis de los alquileres en las grande calles comerciales de las ciudades. De hecho, las Pop Up Shops  a veces están gestionadas por empresas inmobiliarias o propietarios que buscan alquileres de corta duración en un momento de crisis económica, hasta que el mercado se recupere. Otras marcas que han utilizado las Pop Up Shops como parte de su campaña son: Target Corporation, Kate Spade, Gucci, Louis Vuitton y Colette.

## Concepto
Una pop-up shop es un espacio comercial temporal: el espacio puede ser una venta de muestras un día y hospedar un evento privado el día siguiente. Las pop-up shops son tiendas temporales que permiten a las marcas tener una presencia en los sitios más emblemáticos y cotizados de las ciudades y ampliar su presencia en el mercado durante un tiempo determinado. Se trata de marketing experiencial, que ofrece a las empresas un canal directo de venta, una manera eficaz para fidelizar a los clientes y la posibilidad de descubrir nuevos mercados. Las Pop Up Shops permiten a las marcas crear un ambiente único que involucra a sus clientes, así como genera sensaciones de relevancia e interactividad. Las tiendas temporales son particularmente indicadas para las campaña de temporada, como Halloween, la Navidad, la ‘vuelta al cole’ o las vacaciones de verano.
El término se aplica a menudo a las tiendas que ofrecen artículos de ropa, donde el objetivo de vender en la tienda es menos importante que el de fomentar la demanda de los productos y la imagen de la marca, y por lo tanto producir un negocio rentable en otros lugares de venta, como por ejemplo el e-commerce. 